# Cullahill Castle
Cullahill Castle (auch Cullohill Castle, irisch Caisleán na Cúlchoille) ist die Ruine eines Tower House auf einem Hügel beim Dorf Cullahill (An Chúlchoill, „der Hinterwald“) im irischen County Laois. Die Niederungsburg war die wichtigste Festung der McGillapatricks.

## Geschichte
Finghin Mac Giolla Pádraig ließ die Burg um 1425 errichten.
Quellen zeigen, dass Cullahill Castle öfters auf Geheiß des englischen Königs Heinrich VI. vom „Herrscher und den Bürgern von Kilkenny“ angegriffen wurde. Solche Angriffe sind in den Jahren 1441 und 1517 verzeichnet.
Um 1650 wurde die Burg von Cromwells Truppen angegriffen und teilweise zerstört. Sie kam vermutlich unter Kanonenfeuer von einem nahegelegenen Hügel.
Seit 1657 gilt sie als „ruinös und unbewohnt“.

## Beschreibung
Cullahill Castle ist ein Tower House mit fünf Stockwerken. Der größte Teil der Nordfassade, einschließlich des Eingangs, fehlt. Das Erdgeschoss hat eine Gewölbedecke und in den Außenmauern gibt es Geheimgänge und -räume. Eine gerade Treppe führt innerhalb der Mauer zu den oberen Stockwerken. In den Obergeschossen findet man Reste von gekuppelten Fenstern.
An der Außenwand, hinter dem Kamin, ist eine Sheela-na-Gig angebracht.
Auf der anderen Straßenseite liegt die Ruine der Burgkapelle, einer Privatkapelle der katholischen Herren von Upper Ossory.